# Conchobar mac Mathgamhaim Ó Briain
 Conchobar mac Mathgamhaim Ó Briain (mort le 13 avril 1426) est roi de Thomond de 1400 à  sa mort.

## Règne
Conchobar est le fils de Mathghamhain Maonmhaighe Ó Briain et le frère cadet et successeur de Brian Sreamhach Ó BriainO' Briens, Ó Briain, Kings and Earl of Thomond, 1168-1657. La même année meurt l'héritier du Clan Brian;  Toirdhelbhach, seigneur d'Arra « Rempart du Thomond », fils de Murchadh na Raithne O'Briain (mort en 1383), lui-même fils du roi Brian Bán mac Domnaill Ó Briain. Il meurt à un « âge avancé » le samedi de Pâques 1426 et son neveu, Tagdh na Glaoidh Mor mac Brian, est élu roi à sa place 

## Postérité
- Brian Dubh père de Donnchadh de Carrigunel (mort en 1502) ancêtre des Ó Briain de Poblebrien.
- Domnhall  (mort en 1411)[5] (tanaiste)